# Деконструктивизм (мода)

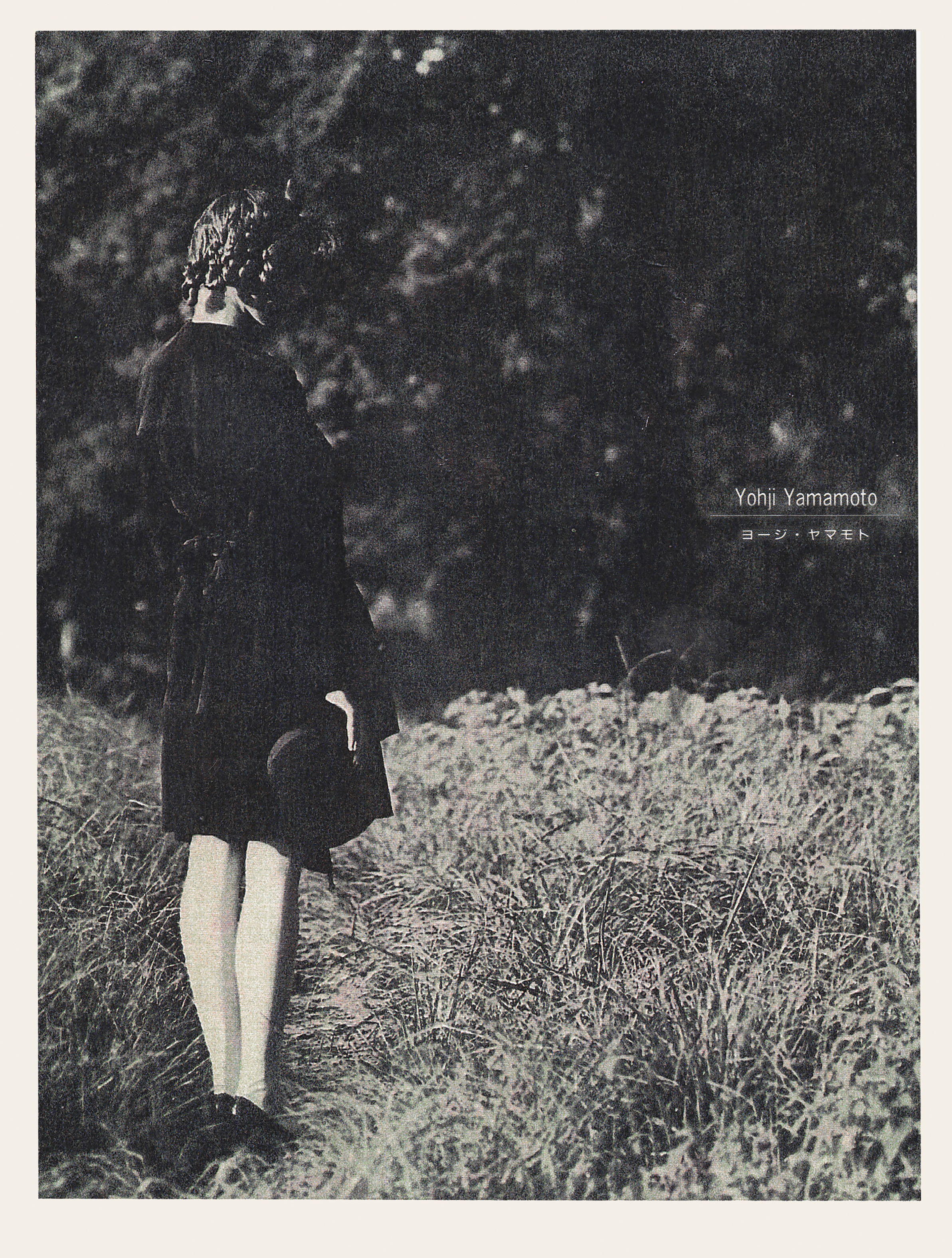
Ёдзи Ямамото. 1987. Модель — Кейт Плант Кордсен. Ямамото принято считать одним из важных представителей деконструктивизма в моде.

Деконструктивизм (или деконструкция) — явление в моде 1980-х — 1990-х годов. Предполагает использование форм костюма, которые построены на выявлении структуры одежды — они используются как внешний элемент костюма. Формы деконструктивистского платья описываются как «распадающиеся», «незаконченные», построенные на обращении к «форме, крою и конструктивным элементам». Это явление связывают с именами Мартина Маржела, Ёдзи Ямамото, Рей Кавакубо, Карла Лагерфельда, Энн Демельмейстер и Дриса ван Нотена. Деконструктивизм в моде рассматривается как часть философской системы, сформировавшейся под влиянием работ Жака Деррида. Теория деконструкции рассматривается как важное направление в системе теории моды.

## Термин
В моде термин «деконструктивизм» сформировался во второй половине 1980-х — в начале 1990-х годов. Принципы этого направления были обозначены в 1985 году в статье Харольда Кода «Рэй Кавакубо и эстетика бедности». В начале 1990-х годов Харольд Кода и Ричард Мартин представили понятие модной деконструкции в каталоге выставки Infra-Apparel, где «деконструктивизм» описывался как единая тенденция 1990-х. Полагают, что термин «деконструктивизм» применительно к моде стал использоваться после архитектурной выставки 1988 года в Музее современного искусства в Нью-Йорке. Работой, обобщившей основные принципы деконструктивизма в 1990-е годы, можно считать текст Элисон Джилл «Деконструктивистская мода: создание незаконченной, распадающейся и перешитой одежды». В работе историка искусства Екатерины Васильевой «деконструктивизм» рассматривается как интеллектуальная и аналитическая система, связанная с концепцией языка, беспорядка, структуры и нарушением традиционного стандарта моды.

## Общая характеристика

### Возникновение
Деконструктивизм считается одним из наиболее влиятельных течений моды 1980—1990-х годов. Возник как реакция на континентальную философию и может рассматриваться как одна из попыток представления моды как интеллектуального движения. Дизайнеры и критики подчеркивали альтернативный характер модной деконструкции по отношению к коммерческой или подиумной моде, хотя это противостояние достаточно условно. Деконструктивизм ориентировался не столько на механизм и правила модной индустрии, сколько на философию и архитектуру.

### Основные принципы
Деконструктивизм связывают с появлением новой техники кроя, подчеркивавшей структурные элементы костюма. Одновременно с этим деконструкцию рассматривают как выступление против стиля 1980-х — ее оценивают как попытку создания нового направления в костюме и с точки зрения формообразования, и в смысле создания новой идеологии моды. Деконструктивизм предполагал выявление во внешнем облике костюма его конструкции — элементов кроя. Деконструктивистская одежда использовала открытые или грубо обработанные структурные элементы: выпущенные наружу швы, необработанные края, асимметричные подолы и т. д.. Эти элементы использовались и позиционировались как форма противостояния коммерческому костюму. Акцент на конструктивных элементах одежды ставил своей целью подчеркнуть альтернативный характер моды, ее сосредоточенность на идеологическом и смысловом значении одежды.

### Крой и структура
Деконструкция в моде подразумевала использование специфических техник кроя и шитья. Их смысл заключался в актуализации внутренних элементов одежды. Среди формальных признаков модной деконструкции называют «выпущенные наружу швы, обрезанные подолы, асимметричное строение костюма». Одним из признаков деконструктивизма считают гипертрофию форм и использование увеличенных размеров (так называемый «оверсайз»). Деконструктивистский костюм использовал такие элементы как открытые швы, прорванные или разрезанные части. Деконструктивистская мода поддерживала идею незавершенной одежды — иллюзия незаконченности была одним из признаков деконструктивистского костюма. Считается, что крой деконструктивистской одежды был задуман как аналитическая практика.

### Основные имена
Существуют разные точки зрения, кого из дизайнеров следует считать представителями деконструкции в моде. Перечень основных участников неоднозначен. В некоторых случаях его ограничивают представителями «Антверпенской школы», делая особый акцент на таких именах как Мартин Маржела и Энн Демельмейстер. Также существует традиция относить к деконструкторам более широкий перечень имен. Помимо Мартина Маржелы и Энн Демельмейстер в этот список включают Дриса ван Нотена, Ёдзи Ямамото, Рэй Кавакубо, Карла Лагерфельда — преимущественно представителей бельгийской и японской школ дизайна.

### Деконструктивизм и концепция интеллектуальной моды
Идея сопротивления, заложенная в рамках деконструкции, подразумевала стремление видеть моду интеллектуальной сферой. Деконструктивизм в моде был выступлением не только против стиля 1980-х, но и против легкомысленного отношения к моде в целом. Строение костюма было представлено интеллектуальной стороной одежды. «Деконструктивизм предполагал изменение самого принципа костюма, … [он] видел в одежде аналитический прецедент и форму эстетического сопротивления». Под воздействием деконструкции в моде сформировалась новая стратегия — понимание моды как интеллектуального феномена.

## Деконструкция в моде и архитектура
Возникновение деконструктивизма в моде связывают с архитектурной традицией. Отправной точкой принято считать выставку «Деконструктивистская архитектура», которая в 1988 году состоялась в Музее современного искусства в Нью-Йорке. Выставка представила работы мало известных тогда мастеров Рема Колхаса, Захи Хадид, Фрэнка Гери, Питера Айзенмана, Даниэля Либескинда и Бернара Чуми. Архитектурная стратегия подразумевала переосмысление идей русского конструктивизма, равно как и принципов классической архитектуры. Мода и архитектура обладали общей основой: как и архитектура, костюм был обращением к форме. Модная деконструкция использовала архитектурные принципы, в частности — нарушение стандартных представлений о форме, конструкции и структуре. Деконструктивизм, который в философии подразумевал нарушение устоявшейся системы, в архитектуре и моде предполагал выявление структуры.

## Деконструктивизм в моде и философия
Деконструктивизм в моде принято соотносить с деконструкцией как философским направлением — прежде всего, с работами Жака Деррида. Модный деконструктивизм представляют как переосмысление философского метода, сформированного представителями европейской и йельской школ. Классический философский деконструктивизм считал ложными представления о структуре как единственно возможной форме мышления и языка. Модная деконструкция также подразумевает, что систему моды в целом и костюм в частности ошибочно представлять как структуру. Деконструкция в моде была частью философского движения, где идеи деконструкции могли быть выражены в прикладных формах. Для моды обращение к философии деконструкции было одним из способов подтверждения её интеллектуального статуса.

## Деконструкция и концепция языка
Изначально, концепция деконструкции, предложенная Жаком Деррида (прежде всего, в работе «О грамматологии», 1967) исходила из критики логоцентризма, положенного в основу европейского мышления. Объектом критики Деррида была идея прямого соотношения слова и смысла и критика иерархической структуры языка. Модная деконструкция исходила из критики стереотипных представлений об одежде и настаивала на возможности нарушения стандартной структуры костюма.

## Деконструкция и беспорядок
Деконструктивизм в моде не был выступлением против идеи порядка как такового. Он развивался как сопротивление порядку определенного типа: деконструктивизм предполагал возможность децентрализации системы (в том числе системы моды) и возможность верификации внешне установленных правил. В модной деконструкции беспорядочное было частью установленной системы. Модная деконструкция позиционировала беспорядок как структурный элемент.

## Деконструкция и антимода
Деконструктивизм в костюме стал одним из последовательных направлений, построенных на противостоянии идее моды. Он стал формой критики стандартной коммерческой одежды и подразумевал возможность системы, ориентированный на философский прототип. Деконструктивизм предполагал возможность нового социального ориентира моды. Кроме того, деконструктивизм был одним из первых масштабных течений, обозначивших саму возможность альтернативной моды.

## Итоги и влияния
Деконструктивизм был одним из течений, подразумевающих возможность нестандартных решений в костюме. Он представил одежду не только объектом строгих правил, но и обозначил возможность их нарушения частью модной стратегии. Кроме того, деконструктивизм зафиксировал в костюме целый ряд приемов и нововведений: открытые строчки, швы наружу, асимметрия и т. д.